# Casa de Misericòrdia
Casa de Misericòrdia o simplement La Misericòrdia és un antic edifici del centre de Palma que fou fundat pels jesuïtes el 1565.
Actualment és propietat del Consell Insular de Mallorca. Antigament, hi tenien la seu el Conservatori Superior de Música i Dansa de les Illes Balears i l'Arxiu del Consell de Mallorca. Actualment s'usa com a seu del departament de cultura del Consell, com a equipament cultural i com a biblioteca, ja que és la seu de la Biblioteca de Cultura Artesana i de la Biblioteca Lluís Alemany.